# Oerd Bylykbashi
Oerd Bylykbashi (ur. 23 maja 1974 w Durrësie) – albański prawnik, deputowany do Zgromadzenia Albanii z ramienia Demokratycznej Partii Albanii.

## Życiorys
W 1996 roku ukończył studia prawnicze na Uniwersytecie Tirańskim, następnie pracował w swoim zawodzie przez dwa lata oraz należał do zarządu państwowej agencji morskiej Taulantia. W latach 1998–2001 pracował we Włoszech w jednej z prywatnych firm jako kierownik biura eksportu.
W 2007 roku był doradcą prawnym gabinetu premiera Albanii.
W latach 2009–2013 należał do Rady Krajowej Demokratycznej Partii Albanii. Reprezentował tę partię w Zgromadzeniu Albanii, do którego uzyskał mandat w wyniku wyborach parlamentarnych z 2013 roku.